# Talaromyces derxii
Talaromyces derxii är en svampart som beskrevs av Takada & Udagawa 1988. Talaromyces derxii ingår i släktet Talaromyces och familjen Trichocomaceae.   Inga underarter finns listade i Catalogue of Life.